# Paul Sturm
Paul Sturm, född den 1 april 1859 i Leipzig, död den 21 december 1936 i Jena, var en tysk skulptör.
Sturm var elev vid akademierna i Lyon och Leipzig. Han vann sig ett namn genom sina bronser, plaketter och medaljer (Richard Wagner, Julius Blüthner et cetera), på vilka exempelvis Leipzigs konstindustrimuseum, Berlins myntkabinett och Dresdens Albertinum ägde prov. År 1906 blev han professor, och 1908 kallades han till myntverket i Berlin. Till Ny Carlsberg Glyptotek kom medaljen över arkeologen Georg Treu.